# Windscherung

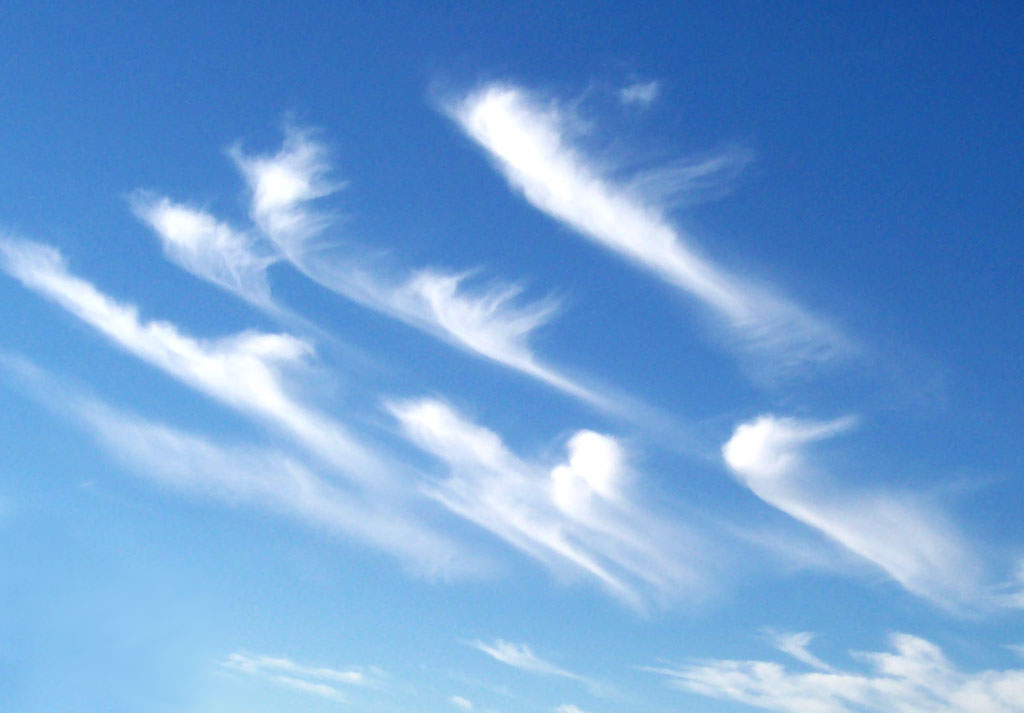
Die Bildung von Eiskristallen in Cirrus-uncinus-Wolken weist hin auf starke Windscherung mit wechselnden Windrichtungen und -geschwindigkeiten.

Abwinde mit begleitenden Virga bilden Wolken, die in der bürgerlichen Dämmerung am östlichen Himmel über der Mojavewüste erscheinen wie Aurora Borealis.

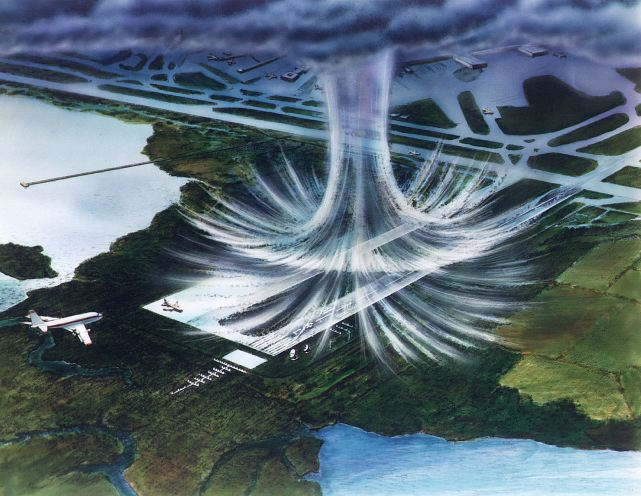
Microburst mit horizontal abgelenkten Scherwinden am Boden

Als Windscherung, Windgradient oder seltener Scherwindgradient wird der Unterschied in der Windgeschwindigkeit oder Windrichtung über relativ kurze Entfernungen bezeichnet. Dabei bezeichnet Scherwind einen Wind, dessen Geschwindigkeit oder Richtung sich in einem kleinen geografischen Gebiet ändert. Starke Scherwinde können den Flug von Flugzeugen beeinflussen oder sogar gefährden. Als Scherungslinie bezeichnet man die Trennlinie zwischen beiden Luftströmungen.
In der Erdatmosphäre wird zwischen vertikaler und horizontaler Windscherung unterschieden.
Horizontale Windscherung tritt überwiegend in der Umgebung von hohen Bauwerken, einzeln stehenden Bäumen und anderen senkrechten Hindernissen wie etwa Felsvorsprüngen auf.
Vertikale Windscherung manifestiert sich üblicherweise in proportional zum Abstand von der Erdoberfläche ansteigender Windgeschwindigkeit. Der aerodynamische Strömungswiderstand der auf der Oberfläche vorhandenen Unebenheiten bremst die oberflächennahen Winde ab.
Besonders ausgeprägte Schereffekte entstehen in der Umgebung von scharfkantigen Hindernissen, ebenso wie durch starke und böige Winde, etwa in Gewittern oder bei den Jetstreams.

## Gefahren für Flugzeuge
Dringt in ein Gebiet mit Windscherung ein Flugzeug ein, so passt sich dessen Bewegung nur mit Verzögerung an die plötzlich veränderte Windrichtung und -stärke an. Das heißt, je nach Windrichtung wirkt auf die Tragflächen zunächst ein zusätzlicher Auftrieb bzw. Auftriebsverlust durch zu- bzw. abnehmende Anströmung des Profils. Horizontale Scherwinde können an den Lücken von Hügelketten und großen Gebäudereihen entstehen sowie die Folge von einem Microburst (Fallwind, bzw. vertikale Windscherung) sein, der am Boden in eine horizontale Richtung (Outflow) umgelenkt wird.
Triebkraft sind große Luftdruckunterschiede, bei denen die Windbewegung als Ausgleich fungiert. In Bodennähe stellt dieses Wetterphänomen sowohl beim Start als auch bei der Landung von Flugzeugen eine potenzielle Gefahr dar.
Beispiele
Im Dezember 1992 verunglückte eine McDonnell Douglas DC-10 auf dem Martinair-Flug 495 aufgrund von Scherwinden in Faro. Ein weiteres Beispiel ist der Lufthansa-Flug 2904. Der Airbus A320 wurde im September 1993 während der Landung in Warschau von Scherwinden erfasst und rollte daraufhin über das Ende der regennassen Landebahn hinaus. Im August 1985 wurde Delta-Air-Lines-Flug 191 von Scherwinden getroffen. Die Lockheed L-1011 TriStar wurde dadurch zu Boden gedrückt und bewegte sich über einen Highway, wobei sie einen Autofahrer tötete, bevor sie nahe dem Flughafen von Dallas explodierte. 134 Menschen starben, nur 29 überlebten. Dieser Flug hat eine intensive Forschung zur Früherkennung von Scherwinden ausgelöst. Sie können inzwischen teilweise durch bodengebundenes Dopplerradar oder LIDAR erkannt werden. An Bord können sie meist erst beim Einfliegen durch das Ground Proximity Warning System (Modus 7) erkannt werden.